# Liste der Monuments historiques in Galié
Die Liste der Monuments historiques in Galié führt die Monuments historiques in der französischen Gemeinde Galié auf.

## Liste der Bauwerke
| Bezeichnung | Beschreibung                  | Standort | Kennzeichnung | Schutzstatus | Datum | Bild           |
| ----------- | ----------------------------- | -------- | ------------- | ------------ | ----- | -------------- |
| Burgruine   | Erbaut im 13./14. Jahrhundert | (Lage)   | PA00094338    | Inscrit      | 1970  | weitere Bilder |